# Абнетт, Дэн
Дэн Абнетт (англ. Dan Abnett, род. 12 октября 1965) — британский писатель и комиксист. Основное направление творчества — фантастические книги и комиксы. В данный момент проживает и работает в городе Мейдстон, Англия.
Дэн Абнетт — создатель таких популярных на западе комиксов, как: Sinister Dexter, Black Light, Badlands, Atavar, Downlode Tales, Sancho Panzer, Roadkill, Death's Head и Wardog. Работал с Marvel и Dark Horse.
Для издательства «The Black Library» он написал романы о вселенной Warhammer 40000 в жанре военно-научной фантастики: цикл «Эйзенхорн» и цикл «Рейвенор», а также несколько книг цикла «Ересь Хоруса», ставших бестселлерами. Абнетт также написал три романа по миру Warhammer Fantasy. В конце 2008 года начал работать сценаристом в известном издательстве Marvel.

### Фэнтези

#### Warhammer Fantasy

##### White Wolves
1. Молоты Ульрика / Hammers of Ulric (2000) (в соавторстве с Ником Винсентом и Джеймсом Уоллисом)

##### Knights Panther
1. Всадники смерти / Riders of the Dead (2003)

##### Darkblade (в соавторстве с Майком Ли)
1. The Daemon’s Curse (2005)
2. Bloodstorm (2005)
3. Reaper of Souls (2006)
4. Warpsword (2007)
5. Lord of Ruin (2007)
6. The Blood Price (2008)

##### Отдельные романы
1. Gilead’s Blood (2001) (в соавторстве с Ником Винсентом)

### Фантастический боевик

#### Warhammer 40000

##### Ересь Хоруса
1. Возвышение Хоруса / Horus Rising (2006)
2. Башня Молний (рассказ) / The Lightning Tower (2007)
3. Легион / Legion (2008)
4. Кровавые игры (рассказ) / Blood Games (2009)
5. Сожжение Просперо / Prospero Burns (2010)
6. Маленький Хорус (рассказ) / Little Horus (2011)
7. Не ведая страха / Know No Fear (2012)
8. Забытая империя / The Unremembered Empire (2013)
9. Unmarked (рассказ) (2013)

##### Призраки Гаунта
1. Первый и Единственный / First & Only (1999)
2. Создатель Призраков / Ghostmaker (2000)
3. Of Their Lives in the Ruins of Their City (рассказ)
4. Некрополь / Necropolis (2001)
5. Почётная гвардия / Honour Guard (2001)
6. Воспоминание (рассказ) / In Remembrance (2002)
7. Оружие Танита / The Guns of Tanith (2002)
8. Прямое серебро / Straight Silver (2002)
9. Мученик Саббат / Sabbat Martyr (2003)
10. Генерал-предатель / Traitor General (2004)
11. Его последний приказ / His Last Command (2005)
12. Броня презрения / The Armour of Contempt (2006)
13. Только в смерти / Only in Death (2007)
14. The Iron Star (рассказ) (2008)
15. Кровавый пакт / Blood Pact (2009)
16. Предел спасения / Salvation’s Reach (2011)
17. Магистр войны / The Warmaster (2017)
18. Анарх / The Anarch (2019)

##### Эйзенхорн
1. Региа Оккульта / Regia Occulta
2. Инквизитор. Ордо Ксенос / Xenos (2001)
3. Боевые потери (рассказ) / Missing in Action (2001)
4. Инквизитор. Ордо Маллеус / Malleus (2001)
5. Фон за дополнительную крону (рассказ) / Backcloth for a Crown Additional (2002)
6. Инквизитор. Ордо Еретикус / Hereticus (2002)
7. Загадочная смерть Титуса Эндора (рассказ) / The strange demise of Titus Endor (2010)
8. The Magos (2018)[1]

##### Рейвенор
1. Рейвенор / Ravenor (2004)
2. Шип вызывает Коготь (рассказ) / Thorn Wishes Talon (2004)
3. Возвращение Рейвенора / Ravenor Returned (2005)
4. Изображая терпение (рассказ) / Playing Patience (2006)
5. Рейвенор-отступник / Ravenor Rogue (2008)

##### Биквин
1. Пария (2012)
2. Покаянница (2021)
3. Pandemonium (TBA)

##### Валентин Драшер
1. The Curiosity (2003)
2. Gardens of Tycho (2010)

##### Доктор Кто
1. Безмолвных звёзд движение / The Silent Stars Go By (2011)

##### Отдельные романы
1. Двуглавый орёл / Double Eagle (2004)
2. Братья Змея / Brothers of the Snake (2007)
3. Титаникус / Titanicus (2008)